# Airasca
Airasca là một đô thị ở tỉnh Torino trong vùng Piedmont, có vị trí cách khoảng 25 km về phía tây nam của Torino, nước Ý. Tại thời điểm ngày 31 tháng 12 năm 2004, đô thị này có dân số 3.652 người và diện tích là 15,7 km².
Đô thị Airasca có các frazioni (các đơn vị trực thuộc, chủ yếu là các làng) Gabellieri, Cascinette, và Vicendette.
Airasca giáp các đô thị: Cumiana, Volvera, None, Piscina, và Scalenghe.

## Quá trình biến động dân số

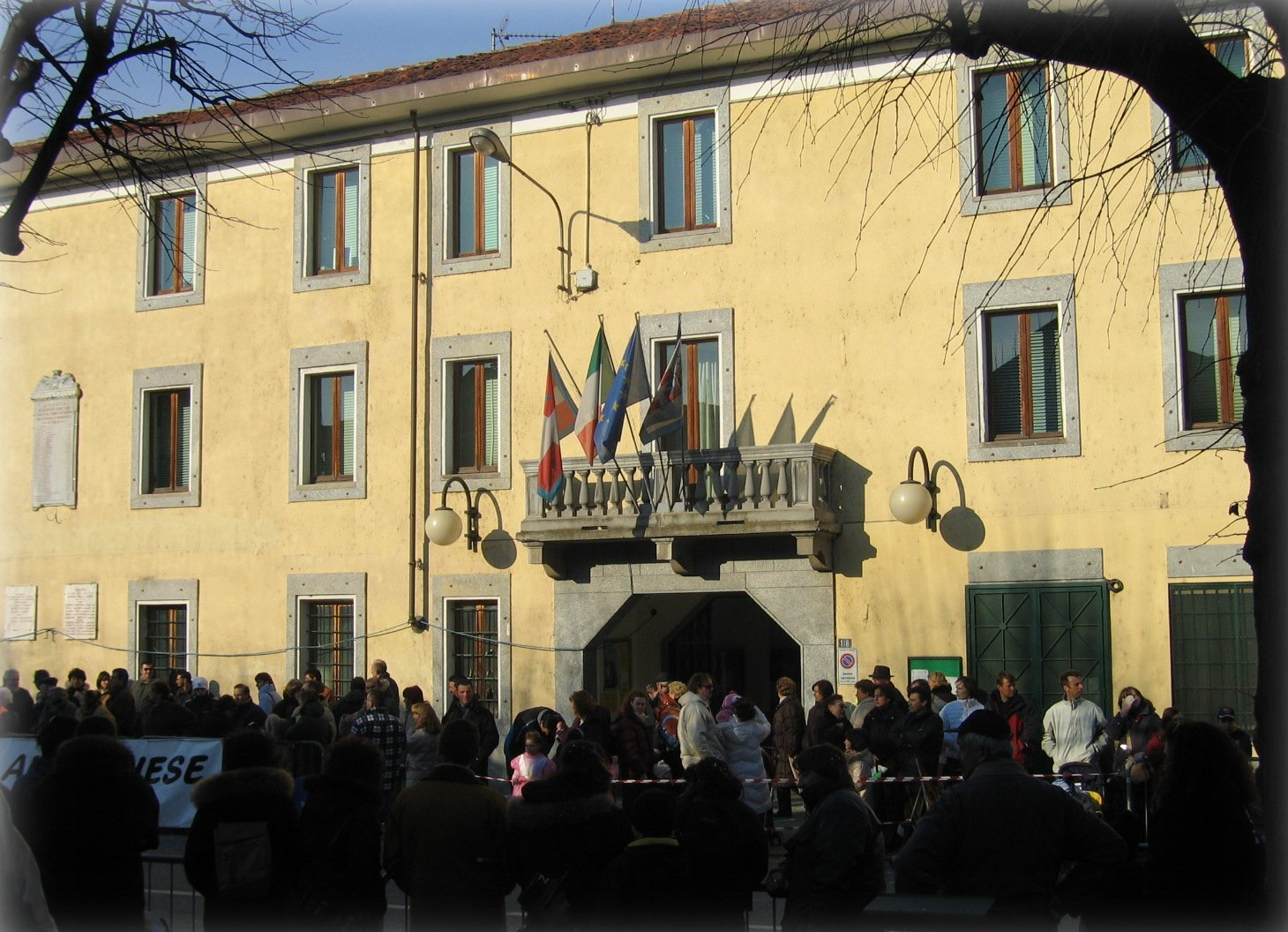
Tòa thị chính Airasca trong lễ hội carnival.